# Нормални људи (филм)
Нормални људи је југословенски драмски филм, снимљен 2001. године у режији Олега Новковића, по сценарију Олега Новковића и Срђана Кољевића а према прози Срђана Ваљаревића.

## Радња
Предграђе у Београду – гето у гету. Безнадежност, клаустрофобија, послератна атмосфера, депресија и усамљеност једне генерације у последњим месецима 2000. године и изгледа као да се никад неће завршити. Животи пријатеља, све њихове потребе и амбиције, снови и очекивања су безвредни.
Нормални људи из филма су људи чији су животи детерминисани сопственом безначајношћу, њихова имена су и професије.
Стева Шанкер је заљубљен у глумицу. Дуја је заљубљен у свој мотор. Бане, власник кафића, планира да му га украде. Никола, повратник из рата, тражи посао. Тома, возач хитне помоћи, заљубљен је у Миру. Мира је у вези са криминалцем, који је злоставља. Понекад, она мисли да је заљубљена у Тому.

## Улоге
| Глумац              | Улога            |
| ------------------- | ---------------- |
| Небојша Глоговац    | Тома             |
| Љубинка Кларић      | Мира             |
| Иван Јевтовић       | Никола           |
| Никола Ђуричко      | Стева            |
| Слободан Нинковић   | Бане             |
| Владан Дујовић      | Дуја             |
| Бранимир Поповић    | Крле             |
| Мина Лазаревић      | Ирена            |
| Радослав Миленковић | Доктор           |
| Богдан Диклић       | Асистент         |
| Драган Јовановић    | Николин друг     |
| Ђорђе Бранковић     | Јован            |
| Александар Берчек   | Николин ујак     |
| Милена Дравић       | Томина мајка     |
| Драган Николић      | гост             |
| Петар Краљ          | гост             |
| Ружица Сокић        | Николина ујна    |
| Горица Поповић      | гост             |
| Зоран Цвијановић    | Банетов отац     |
| Ратко Танкосић      | Шверцер у ауту   |
| Даница Максимовић   | гошћа            |
| Јасмина Аврамовић   | Банетова мајка   |
| Игор Степић         | Растко           |
| Феђа Стојановић     | Гост             |
| Тања Бошковић       | Мирина мајка     |
| Драгомир Станојевић | човек с пиштољем |
| Миодраг Ракочевић   | комшија          |
| Ранко Гучевац       | рањеник          |
| Ненад Ђуровић       | мали Бане        |
| Владимир Костић     | Банетов брат     |
| Гордана Леш         | баба             |
| Вујадин Милошевић   | Ђура             |
| Урош Јанковић       | госа             |
| Урош Стојаковић     | бора             |
| Дејан Стевановић    | Хармоникаш       |

## Награде
- Врњачка Бања: Друга награда за сценарио.[4]